# Kierzkowscy herbu Krzywda

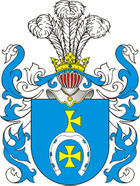
Herb Krzywda Kierzkowskich

Kierzkowscy (vel Kieszkowscy) herbu Krzywda – staropolski ród szlachecki wywodzący się z Kierzkowa w Ziemi Radomskiej. Notowany od przełomu XV i XVI wieku.

## Historia rodu

### Geneza i linie
Bartosz Paprocki w swoim dziele Herby rycerstwa polskiego na pięcioro ksiąg rozdzielone wymienia ten ród już w wieku XVI jako dom starodawny i licznie rozrodzony.
W kolejnych wiekach ród podzielił się na wiele linii, z których część pozostała w Ziemi Radomskiej, część przeniosła do Wielkopolski, Małopolski, na Wileńszczyznę, do Warszawy, oraz w okolice Lwowa. Kierzkowscy w swojej historii osiągali liczne urzędy i funkcje od powiatowych, jak komornik graniczny, czy subdelegat po urzędy ziemskie.
Kierzkowscy herbu Krzywda są licznym rodem noszącym to nazwisko w Polsce. Ród żyje do dziś, a jego potomkowie mieszkają w różnych partiach Polski, głównie na Mazowszu i w Wielkopolsce.

### Urzędnicy, żołnierze i elektorzy królewscy I Rzeczypospolitej
Jerzy Odrowąż-Pieniążek w spisie rycerstwa walczącego w Odsieczy Wiedeńskiej 1683 wymienia trzech członków rodu: Aleksandra Kierzkowskiego - Towarzysza Chorągwi Husarskiej I.B. Słuszki, Jana Franciszka i Mikołaja Kieszkowskich - Towarzyszy Roty Pancernej S. Potockiego.
Jerzy Dunin-Borkowski i Mieczysław Dunin-Wąsowicz wymieniają wśród elektorów Michała Korybuta-Wiśniowieckiego Jana, Stefana i Wawrzyńca Kierzkowskich oraz Andrzeja Kieszkowskiego; wśród elektrów Stanisława Augusta Poniatowskiego Franciszka, Ludwika i Stanisława Kieszkowskich.
Oswald Pietruski w spisie elektorów królewskich Augusta II Mocnego wymienia Bartłomieja, dwóch Franciszków, trzech Łukaszów, Macieja i Walentego Kierzkowskich, a także Stanisława i Tomasza Kieszkowskich, oraz Jana Kieszkowskiego, elektora Stanisława Augusta Poniatowskiego.
W Herbarzu szlachty polskiej  Seweryna Uruskiego i Herbarzu Polskim Adama Bonieckiego wymienieni zostali m.in.:
- Wszebor Kierzkowski - subdelegat radomski notowany w 1662 roku;
- Jan Kieszkowski - komornik graniczny sandomierski notowany w 1704 roku;
- Kazimierz Kieszkowski, syn Jana - podczaszy bracławski notowany w 1725 roku;
- Jan Kieszkowski - burgrabia rawski notowany w 1759 roku;
- Ludwik Kieszkowski - subdelegat grodzki radomski notowany w 1763 roku;
- Jan Kieszkowski, syn Kazimierza - komornik graniczny chęciński, elektor Stanisława Augusta Poniatowskiego w 1764 roku;
- Józef Kierzkowski - podstarości radziejowski notowany 1783 roku;
- Bartłomiej Kierzkowski - viceregent grodzki radziejowski 1789-1793.

#### Dostojnicy kościelni
- Tomasz Kierzkowski - kanonik warszawski, proboszcz kozłowski notowany w 1692;
- Walenty Kierzkowski - kanonik warszawski notowany w 1702 roku;
- Mikołaj Stanisław Kieszkowski - profes opactwa w Sieciechowie notowany w 1757 roku, opat klasztoru w Horodyszczu, opat lubiński od 1779 roku, prezydent generalny Zgromadzenia Benedyktyńskiego–Polskiego, pisarz teologiczny, historyk[9][10];
- Wojciech Kierzkowski - opat nieświeski notowany w 1780 roku.

W Radomiu przy ulicy Żeromskiego znajduje się Pałac Kierzkowskich zbudowany przez Jana Nepomucena Kierzkowskiego, radomskiego przedsiębiorcę i potentata.
W 2009 roku w Jankowie Zaleśnym odbył się "Pierwszy Zjazd Rodziny Kierzkowskich herbu Krzywda".

## Przedstawiciele rodu
- Marcin Kierzkowski – rycerz gwardii przybocznej Aleksandra Jagiellończyka;
- Jakób z Kierzkowa  – członek Zakonu Rycerskiego Świętego Grobu w Jerozolimie, miechowita. Odnotowany na Akademii Krakowskiej w 1535 roku[1];
- Jakub Filip Kierzkowski – oficer Wojska Polskiego, uczestnik wojny 1792, Insurekcji Kościuszkowskiej, wojen napoleońskich, oraz Powstania Listopadowego, pamiętnikarz;
- Stefan Kierzkowski  – oficer Armii Koronnej, uczestnik Insurekcji Kościuszkowskiej;
- Jakub Kierzkowski  – oficer Wojska Polskiego, kawaler Złotego Krzyża Orderu Wojennego Virtuti Militari, oficer 2 pułku piechoty Księstwa Warszawskiego;
- Alexandre-Édouard Kierzkowski – kanadyjski żołnierz, inżynier i polityk polskiego pochodzenia;
- Henryk Kieszkowski –  ziemianin, współzałożyciel i dyrektor Towarzystwa Wzajemnych Ubezpieczeń w Krakowie, poseł na Sejm Krajowy Galicji;
- Stanisław Kieszkowski (1772–1842)  – właściciel ziemski, członek Stanów Galicyjskich;
- Stanisław Kieszkowski (1841–1910) – polski urzędnik, powstaniec styczniowy;
- Jerzy Kieszkowski – prawnik, urzędnik, historyk sztuki;
- Witold Kieszkowski – historyk sztuki, archeolog, konserwator zabytków;
- Janusz Kieszkowski – oficer Wojska Polskiego, architekt, zamordowany w Katyniu;
- Roman Adam Kierzkowski  – ps. "Kruk", żołnierz Armii Krajowej, Powstaniec Warszawski ze Zgrupowania AK "Kryska"[11];
- Ewa Kierzkowska-Kalinowska – archeolog PAN, badaczka m.in. Grodziska „Piotrówka”[12].

## Majątki należące do rodu
Czarna, Hruszatyce, Łuka Mała, Kierzków, Kiedrzyn, Kroczów Większy, Rosochate, Sanoczany, Smoszew, Tarnawa.

## Inne rody o tym nazwisku
Licznym rodem są również Kierzkowscy herbu Jastrzębiec, wywodzący się Kierzek pod Tykocinem na Podlasiu, notowani od XV wieku.
Historycznie notowani byli również Kierzkowscy herbu Pobóg w Wielkopolsce (być może gałąź Kierzkowskich herbu Krzywda) i herbu Sas notowani w Galicji.